# Tämnarån
Der Tämnarån ist ein Fluss in der schwedischen Provinz Uppsala län.
Der etwa 60 km lange Fluss entwässert den See Tämnaren und fließt in nördlicher Richtung an der Kleinstadt Tierp vorbei zum Bottnischen Meerbusen und mündet bei Karlholmsbruk in die Lövstabukten.
Einschließlich Quellflüssen beträgt die Länge des Flusssystems 99 km.
Das Einzugsgebiet umfasst 1258,1 km².
Entlang dem Flusslauf befinden sich 6 Dämme, die ein Hindernis für Wanderfische darstellen.
Der Tämnarån eignet sich zum Paddeln.